# Robin X4
Le Robin X4, aussi appelé ATL II ou ATL FAR23, est un avion léger expérimental de la société Avions Pierre Robin.

## Description
Le Robin ATL II ou ATL FAR23 est une évolution du Robin ATL. C'est un avion 4 places, équipé d'un moteur Lycoming O-235.
Le fuselage est construit en matériaux composites (structure en nid d'abeilles en Nomex prise en sandwich entre des tissus de fibre de verre) ; les ailes sont en bois et toile ; les volets, ailerons et gouvernes sont en métal.
Les nouveaux propriétaires des Avions Pierre Robin remplacent l'empennage en V par un empennage cruciforme et renomment l'avion Robin X4, X pour expérimental.
L'avion effectue son premier vol le 25 février 1991. Un seul prototype est construit.